# Edmonton City Centre Airport (circuit)

Lay-out van het circuit.

Het Edmonton City Centre Airport-circuit was een niet-permanent circuit gelegen op de terreinen van de Edmonton City Centre Airport in de Canadese stad Edmonton. Het heeft een lengte van 3,15 km. De eerste Champ Car race op het circuit werd gereden in 2005 en gewonnen door Sébastien Bourdais. Na het verdwijnen van de Champ Car series eind 2007 stond het circuit vanaf 2008 op de kalender van de IndyCar series. Tussen 2005 en 2008 stond het circuit op het programma van het Atlantic Championship. Het circuit werd voor het laatst gebruikt in 2012 en de luchthaven werd gesloten in 2013.

## Winnaars
Winnaars op het circuit voor een race uit de Champ Car-kalender.
| Jaar | Rijder             |
| ---- | ------------------ |
| 2005 | Sébastien Bourdais |
| 2006 | Justin Wilson      |
| 2007 | Sébastien Bourdais |

Winnaars op het circuit voor een race uit de IndyCar Series.
| Jaar | Rijder            |
| ---- | ----------------- |
| 2008 | Scott Dixon       |
| 2009 | Will Power        |
| 2010 | Scott Dixon       |
| 2011 | Will Power        |
| 2012 | Hélio Castroneves |